# ジャージー議会
ジャージー島議会（フランス語: Assemblée des États）は、イギリス王室属領ジャージー島の立法機関である。ジャージー議会は一院制の議会であり、49 人の議員で構成されている。議会の任期。現在の執行官（議長）はティモシー・ルコック。